# Coppa europea turismo
La Coppa europea turismo, spesso abbreviata in ETCC (acronimo di European Touring Car Cup), è stata un campionato automobilistico organizzato dalla FIA e riservato alle vetture turismo. Fondata nel 2005 come serie cadetta del campionato del mondo turismo, è stata sciolta al termine della stagione 2017 per essere accorpata alle TCR European Series.

## Storia
Nel 2005 il campionato europeo turismo è stato allargato e si è trasformato nel campionato del mondo turismo. Ciononostante la FIA ha scelto di assegnare lo stesso un titolo europeo fondando la coppa europea turismo, campionato composto da un solo evento di due gare, disputato per l'anno in corso sul circuito di Estoril. Il nuovo campionato è diviso in due classi: Super 2000, riservata a vetture con specifiche identiche a quelle utilizzate nel WTCC, e Super Production, riservata a vetture con specifiche più vicine a quelle di serie. Inoltre è stato fissato un requisito di iscrizione per i piloti, i quali avrebbero dovuto partecipare almeno al 50% di un campionato nazionale. Ad aggiudicarsi il titolo inaugurale è stato Richard Göransson su BMW 320i, pilota regolare e campione nello stesso anno del campionato svedese turismo.
Nel 2006 è stato confermato il formato dell'anno precedente, compreso il circuito sul quale si sarebbe disputato l'evento. Ad aggiudicarsi il titolo europeo è quest'anno è il britannico Ryan Sharp su SEAT León, pilota regolare nel WTCC. Nel 2007 l'evento è stato spostato sull'Adria International Raceway, in Italia, ed è stata aggiunta una nuova classe, la Super 1600. Il campione europeo di quest'anno è Michel Nykjær su SEAT León, pilota regolare del campionato danese turismo. Per il 2008 l'evento, con lo stesso formato e le stesse classi, è stato spostato al Salzburgring, in Austria. In questo evento Nykjær, sempre su SEAT León, si è aggiudicato il suo secondo titolo consecutivo. Nel 2009 l'evento è stato spostato sul circuito Vasco Sameiro, in Portogallo, ed è stato vinto da James Thompson su Honda Accord.
Nel 2010 l'evento è stato completamente rivoluzionato, diventando un vero e proprio campionato disputato su quattro eventi (uno in Portogallo, uno in Austria, uno in Germania e uno in Italia). Anche con il cambio di formato il campionato è stato vinto per il secondo anno consecutivo da James Thompson, sempre su Honda Accord, mentre le classi Super Production e Super 1600 sono state vinte rispettivamente da Vojislav Lekić, su Honda Civic Type-R, e da Carsten Seifert, su Ford Fiesta ST. Nel 2011 il formato dell'evento è stato nuovamente ridotto a un solo evento come negli anni precedenti; il titolo europeo di classe Super 2000 è stato vinto dall'italiano Fabrizio Giovanardi su Honda Accord.
Nel 2012 il formato è stato nuovamente rivoluzionato e riportato su più eventi (due disputati in Italia, uno in Slovacchia e uno in Austria). È stata inoltre aggiunta una quarta classe: un trofeo monomarca riservato alle SEAT León della SEAT León Eurocup. Il titolo Super 2000 è stato vinto da Fernando Monje su SEAT León, il titolo Super Production è stato vinto da Nikolaj Karamišev su Honda Civic Type-R, il titolo Super 1600 è stato vinto da Kevin Krammes su Ford Fiesta e il trofeo monomarca è stato vinto da Stian Paulsen su SEAT León.
Nel 2013 il calendario è stato ampliato a cinque gare (due in Italia, una in Slovacchia, una in Austria e una in Repubblica Ceca) e la classe Super Production è stata soppressa. Petr Fulín, su BMW 320si, si è aggiudicato il titolo Super 2000 mentre il titolo Super 1600 e il trofeo monomarca sono andati rispettivamente a Kevin Krammes su Ford Fiesta e a Mario Dablander su SEAT León.
Nel 2014 la classe Super 2000 è stata splittata in due classi, TC2 Turbo, riservata alle vetture con le specifiche aggiornate del 2011, e TC2, riservata a vetture con specifiche pre-2011. I titoli TC2 Turbo e TC2 sono andati rispettivamente a Nikolaj Karamišev su Chevrolet Cruze e a Petr Fulín su BMW 320si, mentre il titolo Super 1600 è stato vinto da Gilles Bruckner su Ford Fiesta e il trofeo monomarca è stato vinto da Dmitrij Bragin su SEAT León.
Nel 2015 il calendario è stato allungato a sei gare e il regolamento del trofeo monomarca è stato modificato per consentire la partecipazione delle nuove León di terza generazione, mentre è stata vietata l'iscrizione ai vecchi modelli. I titoli TC2 Turbo sono andati rispettivamente a Davit Kajaia su BMW 320 TC e Michal Matějovský su BMW 320si, mentre Niklas Mackschin su Ford Fiesta si è aggiudicato la classe Super 1600 e Dušan Borković su SEAT León si è aggiudicato il trofeo monomarca.
Nel 2016 il trofeo monomarca è stato ampliato per consentire la partecipazione a tutte le vetture con specifiche TCR e unificato con le classi TC2 Turbo e TC2 nella nuova classe Super 2000. Con questo nuovo regolamento lo svizzero Kris Richard su Honda Civic si è aggiudicato il titolo Super 2000 e il tedesco Niklas Mackschin, sempre su Ford Fiesta, si è aggiudicato il suo secondo titolo Super 1600 consecutivo.
Per il 2017 le specifiche tecniche delle vetture della classe Super 2000 sono state unificate a quelle degli altri campionati TCR. Petr Fulín, su SEAT León, si è aggiudicato il titolo Super 2000, mentre la classe Super 1600 non ha registrato iscrizioni. Al termine della stagione è avvenuta una piccola rivoluzione nel mondo delle gare turismo, che ha visto la fusione tra il WTCC e le TCR International Series. Nell'ambito di questa fusione l'ETCC, campionato cadetto del WTCC, è stato sciolto per essere accorpato alle TCR Europe Series.

## Albo d'oro
| Anno | Campione Super 2000 | Auto                 | Campione Super Production | Auto               | Campione Super 1600 | Auto                | Campione trofeo monomarca | Auto                |
| ---- | ------------------- | -------------------- | ------------------------- | ------------------ | ------------------- | ------------------- | ------------------------- | ------------------- |
| 2005 | Richard Göransson   | BMW 320i             | Lorenzo Falessi           | Alfa Romeo 147 SP  |                     |                     |                           |                     |
| 2006 | Ryan Sharp          | SEAT León            | Aleksandr L'vov           | Honda Civic Type R |                     |                     |                           |                     |
| 2007 | Michel Nykjær       | SEAT León            | Aleksej Basov             | Honda Civic Type R |                     |                     |                           |                     |
| 2008 | Michel Nykjær       | Chevrolet Lacetti    | Fabio Fabiani             | BMW 320i           | Ralf Martin         | Ford Fiesta ST      |                           |                     |
| 2009 | James Thompson      | Honda Accord Euro R  | Mārcis Birkens            | Honda Civic Type R | Carsten Seifert     | Ford Fiesta ST      |                           |                     |
| 2010 | James Thompson      | Honda Accord Euro R  | Vojislav Lekić            | Honda Civic Type R | Carsten Seifert     | Ford Fiesta ST      |                           |                     |
| 2011 | Fabrizio Giovanardi | Honda Accord Euro R  | Aleksandar Tosić          | Honda Civic Type R | Thomas Mühlenz      | Ford Fiesta ST      |                           |                     |
| 2012 | Fernando Monje      | SEAT León            | Nikolaj Karamišev         | Honda Civic Type R | Kevin Krammes       | Ford Fiesta 1.6 16V | Stian Paulsen             | SEAT León Supercopa |
| 2013 | Petr Fulín          | BMW 320si            |                           |                    | Kevin Krammes       | Ford Fiesta 1.6 16V | Mario Dablander           | SEAT León Supercopa |
| Anno | Campione TC2 Turbo  | Auto                 | Campione TC2              | Auto               | Campione Super 1600 | Auto                | Campione trofeo monomarca | Auto                |
| 2014 | Nikolaj Karamišev   | Chevrolet Cruze 1.6T | Petr Fulín                | BMW 320si          | Gilles Bruckner     | Ford Fiesta 1.6 16V | Dmitrij Bragin            | SEAT León Supercopa |
| 2015 | Davit Kajaia        | BMW 320 TC           | Michal Matějovský         | BMW 320si          | Niklas Mackschin    | Ford Fiesta 1.6 16V | Dušan Borković            | SEAT León Cup Racer |
| Anno | Campione Super 2000 | Auto                 | Campione Super 1600       | Auto               |                     |                     |                           |                     |
| 2016 | Kris Richard        | Honda Civic TCR      | Niklas Mackschin          | Ford Fiesta        |                     |                     |                           |                     |
| 2017 | Petr Fulín          | SEAT León TCR        | Nessun iscritto           | —                  |                     |                     |                           |                     |